# Садова вулиця (Мелітополь)
Вулиця Садова — вулиця Мелітополя, що йде від вулиці Івана Богуна до вулиці Івана Алексєєва. Перетинається з проспектом Богдана Хмельницького — центральним проспектом міста.
На захід від проспекту мається житловий масив, що складається з п'ятиповерхових будинків, і загальноосвітня школа № 24. В інших ділянках вулиця складається з приватного сектора.
Покриття здебільшого ґрунтове, за винятком території житлового масиву з асфальтним покриттям.

## Назва
Назва Садової вулиці пов'язана з репутацією Мелітополя як міста садів і меду (грецькою «Мелітополь» означає медове місто). Одночасно з цією вулицею, «садові» назви отримали й інші вулиці Мелітополя — Черешнева, Малинова, Вишнева, Виноградна.

## Історія
Вперше згадується 20 грудня 1946 в протоколах засідань міськвиконкому як Садова вулиця. 10 липня 1975 рішенням виконкому міської Ради вулиця названа ім'ям почесного громадянина Мелітополя, видатного в минулому партійного діяча Костянтина Івановича Бронзоса (1890–1975), що помер в Московській області, де він на той момент жив
Сучасна назва з 21 березня 2016 року.
7 квітня 2023 року, під час Російського вторгнення в Україну, російська окупаційна влада Мелітополя видала наказ про повернення вулиці імені Бронзоса.

## Об'єкти
- Школа № 24